# Игор Радовић
Игор Радовић (Никшић, 26. јануар 1978) бивши је црногорски фудбалер.